# Парди (Вашингтон)
Парди (енгл. Purdy) насељено је место без административног статуса у америчкој савезној држави Вашингтон.

## Демографија
По попису из 2010. године број становника је 1.544.
| Група             | 2000.    | 2010.         |
| Белци             | 0 (0,0%) | 1.383 (89,6%) |
| Афроамериканци    | 0 (0,0%) | 9 (0,6%)      |
| Азијати           | 0 (0,0%) | 20 (1,3%)     |
| Хиспаноамериканци | 0 (0,0%) | 69 (4,5%)     |
| Укупно            | 0        | 1.544         |